# Anonima Magnagati
L'Anonima Magnagati è un gruppo cabarettistico in lingua veneta, fondato nel 1974 a Vicenza e attivo dopo oltre quarant'anni, con decine di spettacoli dal vivo in tutto il Veneto ogni anno (oltre 1.300 spettacoli all'attivo fino al 2003), oltre a tournée all'estero, programmi televisivi e decine di collaborazioni artistiche.

## Storia
Nato con il nome di Folk Studio 3 nel 1968 su iniziativa di tre amici (Antonio Vedù, Ferruccio Cavallin e Roberto Meneguzzo) inizialmente è specializzato nella musica folk americana; al trio, nel 1971 si aggiunge Roberto Morello cantautore e cabarettista.
L'anno successivo, su indicazione del maestro Bepi De Marzi, il quartetto incontra lo studioso di musica popolare Vere Pajola da cui riceve ed elabora un nuovo repertorio di canzoni popolari dell'Ottocento veneto che verrà inciso nel loro primo disco che uscirà nel 1973 con il nuovo nome della formazione: Anonima Magnagati.
Nel 1974, in seguito all'incontro con il regista Renato Stanisci, il gruppo inizia a lavorare anche su opere teatrali umoristiche debuttando con il primo spettacolo: "Fesso chi regge". 
Nel 1984, dopo la morte di Morello, entra nel gruppo Pierandrea Barbujani.
Da allora una lunga serie di produzioni teatrali (dal 1987 con la regia di Roberto Cuppone) e discografiche fanno diventare l'Anonima uno tra i più conosciuti nel panorama dei gruppi teatrali veneti, promuovendo un teatro moderno fatto di ironia e che vede le sue radici nella tradizione del teatro dialettale veneto e della commedia dell'arte. Dal punto di vista musicale il quartetto compone ed esegue pezzi originali assieme a parodie di canzoni celebri in veneto. I temi degli spettacoli sono in genere tratti dall'attualità, continuamente incrociata da richiami alle tradizioni popolari e con una riflessione di fondo costante sull'uso della lingua veneta, seppure presentata in chiave comica.
Nel febbraio 2015 festeggiano i primi 40 anni di attività inaugurando il carnevale vicentino con uno spettacolo al teatro comunale. Purtroppo due mesi dopo, a seguito di una lunga malattia, muore Antonio Vedù.

### Formazione

#### Formazione attuale
- Ferruccio Uccio Cavallin
- Roberto Batu Meneguzzo
- Pierandrea Barbu Barbujani

#### Ex componenti
- Roberto Bobo Morello (1971-1984)
- Antonio Toni Vedù (1968-2015)

## Opere

### Spettacoli teatrali
Elenco degli spettacoli teatrali
- 1974 Fesso chi regge
- 1975 Vicentin graffiti
- 1977 Polvere di stalle
- 1978 Live & chive
- 1979 Il comune senso del sudore
- 1981 Via col Veneto
- 1984 L'albero dei moccoli
- 1986 Stelle scadenti
- 1987 I quattro moschettieri, circa
- 1989 Monamùr
- 1991 Gate gate gate
- 1993 United Dolors of Venettòn
- 1994 Ghana padano
- 1996 @ Sito veneto
- 1998 Sgresende
- 1999 Magnacats (coe bone e coe cative)
- 2001 Globo so pare, globa so mare
- 2003 Quattro salti in barela
- 2005 Sensi di polpa
- 2007 Sessibòn
- 2009 Bankapalanka
- 2011 Fioi de Padana
- 2014 Bonanote sonadori
- 2024 Nossedeoro

### Discografia
- 1973 Strasse, Ossi & Fero vecio (LP)
- 1977 Live & chive (LP e cassetta)
- 1980 Discotega/La nave de oro (45 giri)
- 1989 Monamùr (LP e cassetta)
- 1990 Le classiche 73/77 (cassetta)
- 1993 Venettòn (CD e cassetta)
- 1998 Elleòn (CD e cassetta)
- 2002 Tiramesù (CD)

### Videografia
- 1977 Sbandiu (film super8)
- 1997 @ Sito Veneto (VHS)
- 1999 Sgrexende (VHS)
- 2002 Gobo so pare, goba so mare (VHS)
- 2004 Quattro salti in bare'a (VHS e DVD)
- 2005 Sensi di polpa (DVD)
- 2008 Sessibòn (DVD)

### Pubblicazioni
- Anonima Magnagati, Via col Veneto, ed. Galla 1880, Vicenza, 1997